# Anne Mee
Pour les articles homonymes, voir Mee.
Anne Mee, née Foldsone, née vers 1775 à Londres et morte le 28 mai 1851 à Hammersmith (Londres), est une peintre britannique.

## Biographie
Née vers 1775 à Londres, Anne Mee est la fille du peintre John Foldsone. Elle épouse Joseph Mee, un avocat irlandais et subvient aux besoins de sa famille par son activité de peintre. Elle expose à la Royal Academy de 1804 à 1837 et travaille pour le roi George IV.
Anne meurt le 28 mai 1851 à Hammersmith (Londres).